# Interahamwe
Interahamwe (ruanda-rundi „Walczący razem”) – nazwa bojówek Hutu, które od 6 kwietnia do lipca 1994 r., wspólnie z Impuzamugambi dokonały w Rwandzie zbrodni masowego ludobójstwa na ludności Tutsi, zabijając ponad 800 tys. ludzi.
Bestialstwo z jakim postępowali członkowie Interahamwe ukazane zostało przez reżysera Terry’ego George’a w filmie Hotel Ruanda z (2004) roku, a także w filmach Strzelając do psów (2005), Czasem w kwietniu (2005) i Podać rękę diabłu (2007).